# Bargarh (Distrikt)
Der Distrikt Bargarh (Oriya ବରଗଡ଼ ଜିଲ୍ଲା Baragaṛa Jillā, auch Baragarh) ist ein Distrikt im indischen Bundesstaat Odisha. Im Distrikt lebten im Jahr 2011 1.481.255 Einwohner.
Sitz der Distriktsverwaltung ist die gleichnamige Stadt. Die Fläche beträgt 5837 km². Der Distrikt wurde am 1. April 1993 aus dem Distrikt Sambalpur herausgelöst.

## Geographie
Der Distrikt Bargarh liegt im Westen des Bundesstaates Odisha und grenzt an den Bundesstaat Chhattisgarh sowie die Distrikte Jharsuguda, Sambalpur, Sonpur, Balangir und Nuapara. Im Distrikt liegen zwei Hügelketten, die Baragahar Hills im Norden und die Gandhamardhan Hills im Süden an der Grenze zum Distrikt Balangir. Die Temperaturen schwanken zwischen mindestens 10 °C im Dezember und bis zu 46 °C im Mai. Der jährliche Niederschlag beträgt etwa 1527 mm. Die beiden wichtigsten Flüsse sind der Ong und der Jeera, die jeweils in den Mahanadi münden. Im Nordosten des Distrikts liegt der Hirakud-Stausee.

## Demographie
Nach dem Zensus aus dem Jahr 2011 betrug das Geschlechterverhältnis 977 Frauen auf 1000 Männer. 83,68 % der Männer konnten lesen und schreiben, aber nur 65,38 % der Frauen, insgesamt konnten 74,62 % der Einwohner lesen und schreiben. Der Großteil der Bewohner (98,6 %) sind Hindus, das Christentum (0,75 %) und der Islam (0,5 %) spielen nur eine untergeordnete Rolle. Gesprochen wird überwiegend Oriya (im Sambalpuri-Dialekt), in Städten auch Hindi.
Der Distrikt ist eher ländlich geprägt, nur 7,7 % der Einwohner leben in Städten. Über die Hälfte davon lebt in der Hauptstadt des Distrikts.

## Wirtschaft
Die landwirtschaftliche Nutzung ist insbesondere von Reis-Anbau geprägt, da dieser durch die Bewässerung aus dem Hirakud-Stausee begünstigt wird. Außerdem werden noch Zuckerrohr und Erdnüsse in erwähnenswerten Mengen angebaut. Auch ein wichtiger Wirtschaftsfaktor im Distrikt ist die Weberei. Stoffe aus Bargarh sind im Sambalpuri-Stil gehalten und gelten als herausragend. Weitere industrielle Branchen, die im Distrikt Bargarh angesiedelt sind, sind die Zementherstellung und im geringen Maße die chemische Industrie. An Bodenschätzen sind Kalkstein, Graphit, Ton, Quarzit und Bauxit zu finden.

## Untergliederung
Der Distrikt besteht aus zwei Sub-Divisionen: Bargarh und Padampur.
Zur Dezentralisierung der Verwaltung ist der Distrikt in 12 Blöcke unterteilt:
- Ambabhona
- Attabita
- Bargarh
- Barpali
- Bhatli
- Bheden
- Bijepur
- Gaisilet
- Jharbandh
- Padmapur
- Paikmal
- Sohella

Des Weiteren gibt es 12 Tahasils:
- Ambabhona
- Attabita
- Bargarh
- Barpali
- Bhatli
- Bheden
- Bijepur
- Gaisilet
- Jharbandh
- Padmapur
- Paikmal
- Sohella

Im Distrikt befinden sich folgende ULBs: die Municipality Bargarh sowie die Notified Area Councils (NAC) Attabira, Barapali und Padmapur.
Außerdem sind 248 Gram Panchayats im Distrikt vorhanden.